# Erioptera (Erioptera) impensa
Erioptera (Erioptera) impensa is een tweevleugelige uit de familie steltmuggen (Limoniidae). De soort komt voor in het Oriëntaals gebied.